# Rodeno de Albarracín
Rodeno de Albarracín este o arie protejată (arie specială de conservare — SAC, sit de importanță comunitară — SCI) din Spania întinsă pe o suprafață de 3.235,86 ha, integral pe uscat.

## Localizare
Centrul sitului Rodeno de Albarracín este situat la coordonatele 40°22′31″N 1°23′20″W / 40.3753°N 1.38898°V.

## Înființare
Situl Rodeno de Albarracín a fost declarat sit de importanță comunitară în aprilie 1999 pentru a proteja 5 specii de animale. Situl a fost protejat și ca arie specială de conservare în februarie 2021.

## Biodiversitate
Situată în ecoregiunea mediteraneană, aria protejată conține 9 habitate naturale: Pante stâncoase silicioase cu vegetație casmofită, Pajiști alpine și subalpine calcaroase, Pajiști uscate europene, Lande oro-mediteraneene cu formațiuni endemice de grozamă, Păduri endemice cu Juniperus spp., Păduri iberice de Quercus faginea și Quercus canariensis, Păduri de Quercus ilex și Quercus rotundifolia, Păduri de stejar galițio-portugheze cu Quercus robur și Quercus pyrenaica, Pajiști alpine și boreale.
La baza desemnării sitului se află mai multe specii protejate:
- mamifere (1): Microtus cabrerae
- nevertebrate (4): Austropotamobius pallipes, fluturele auriu (Euphydryas aurinia), Graellsia isabellae, rădașcă (Lucanus cervus)

Pe lângă speciile protejate, pe teritoriul sitului au mai fost identificate 9 specii de plante, 8 specii de păsări, 3 specii de amfibieni, 3 specii de mamifere, 1 specie de reptile.